# Fábrica de cerveza El Águila (Madrid)
La Fábrica de Cerveza El Águila es un inmueble situado en el distrito madrileño de Arganzuela, en España. Construida en la década de 1910, su actividad industrial cesó en 1985. En la actualidad alberga la Biblioteca Regional Joaquín Leguina y el Archivo Regional de la Comunidad de Madrid

## Historia

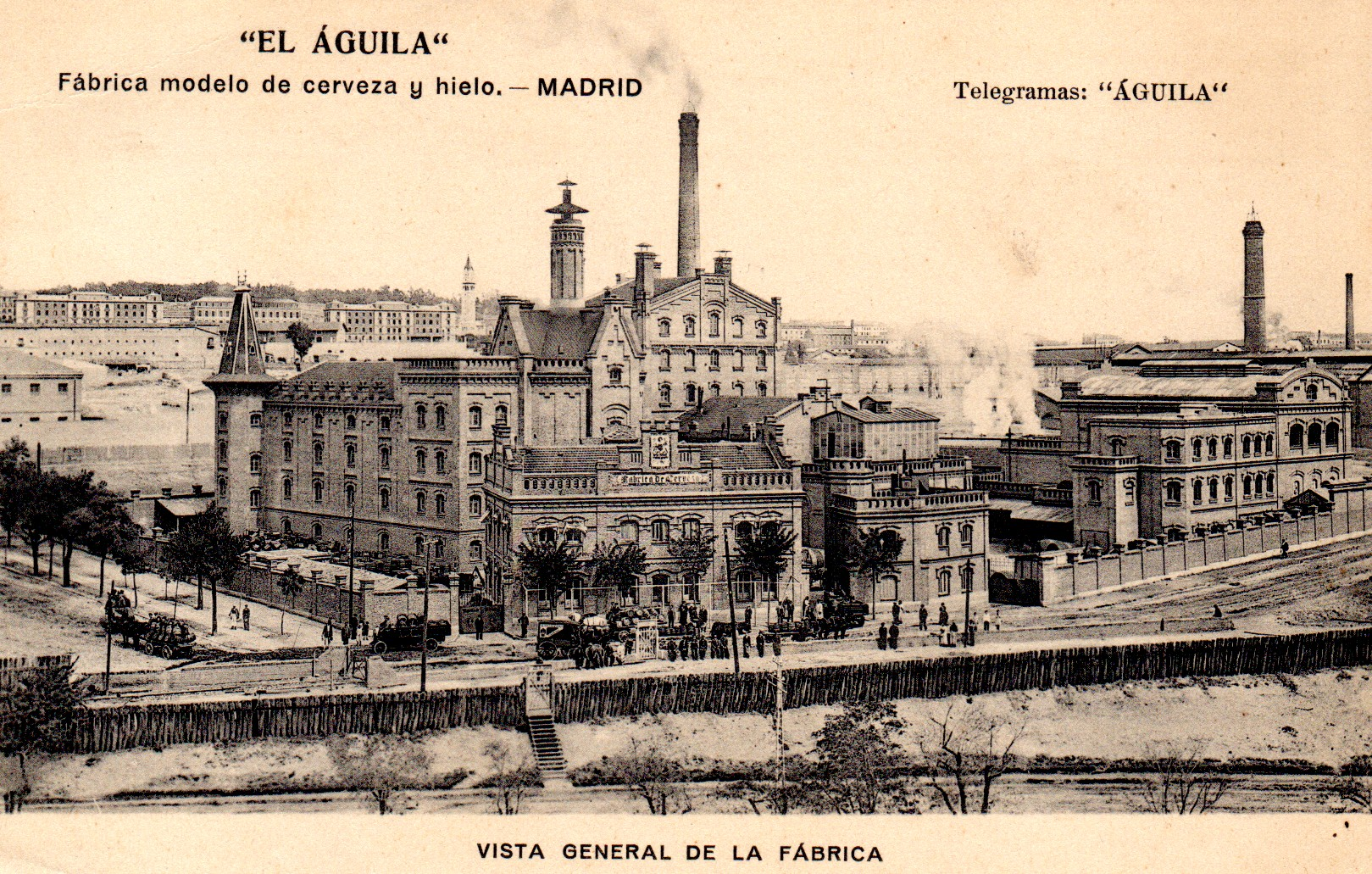
Postal antigua de la fábrica.

Fue construido entre 1912 y 1914 según el proyecto del arquitecto Eugenio Jiménez Corera, siendo ampliado sucesivamente entre 1915 y 1935 por Luis Sainz de los Terreros añadiéndole las cocheras, módulos de procesos, bodegas, silos y la heladora. Se construyó en la zona del barrio de Delicias junto a las vías del tren, con las que estaba comunicada. Se trata de un complejo de edificios de diferentes volúmenes, construidos con ladrillo rojizo aunando estética industrial y arquitectura neomudéjar. Se conservan los carteles corporativos en cerámica. 
La fábrica estuvo en activo hasta el año 1985, momento en el que cerró sus puertas quedando sin uso hasta  que en 1994 la Comunidad de Madrid inició las actuaciones para recuperar el complejo, convocándose un concurso de proyectos que ganaron los arquitectos Emilio Tuñón Álvarez y Luis Moreno Mansilla. El 10 de diciembre de 2002 se abrió la Biblioteca Regional y el 28 de abril de 2003, el Archivo, ambas instituciones dependientes de la Consejería de las Artes.